# 23323 Anand
23323 Anand este un asteroid din centura principală de asteroizi.

## Descriere
23323 Anand este un asteroid din centura principală de asteroizi. A fost descoperit pe 20 ianuarie 2001 la Socorro, New Mexico, în cadrul proiectului LINEAR. Asteroidul prezintă o orbită caracterizată de o semiaxă mare de 3,04 ua, o excentricitate de 0,06 și o înclinație de 2,9° în raport cu ecliptica.